# Roy Syversson
Malkom Roy Syversson, född 9 april 1940 i Lässerud, Köla församling, Värmlands län, död 10 juli 2024, var en svensk gångare. Han tävlade för Köla AIK.
Syversson tävlade för Sverige vid olympiska sommarspelen 1964 i Tokyo, där han slutade på 24:e plats på herrarnas 50 kilometer gång.
Syversson blev nordisk mästare på 50 km gång 1963 och tvåa 1965. Vid SM i Köla 1964 tog han brons på 20 km och silver på 50 km. Vid SM i Alunda 1965 tog Syversson två silver. Vid IAAF World Race Walking Cup 1963 slutade han på åttonde plats på 50 km.